# Iglesia de Santa María (Helsinki)
La Iglesia de Santa Maria (en finés: Pyhän Marian kirkko) es una edificio religioso católico en el barrio de Meilahti, Helsinki en Finlandia. En 1954 la iglesia fue terminada con el diseño realizado por el arquitecto Kaj Salenius.
La Iglesia tiene otras partes, como el salón de la parroquia y la rectoría. Estos fueron modificados en 1976. El interior de la iglesia fue renovado en 1985. En ese momento, a la iglesia se le añadió un altar en la pared del artista alemán Claus Kilian. El interior de la iglesia desde el primer momento se completó de forma gradual. La construcción tiene dos fechas diferentes desde el altar. El más antiguo altar está contra la pared, y el altar principal se encuentra en medio de la capilla mayor. La iglesia tiene un baptisterio separado. 
El salón de la iglesia en ambos lados se compone de los vitrales que representan los siete actos de caridad corporales y espirituales.
El órgano de la iglesia se renovó a partir de 1965, siendo construido por el sueco Richard Jacoby. El campanario de la iglesia tiene tres campanas diferentes.